# Erling Eidem
Erling Eidem, ursprungligen Andersson, född 23 april 1880 i Göteborg, död 14 april 1972 i Vänersborg, var en svensk präst och ärkebiskop 1932–1950.

## Utbildning och karriär
Eidem var son till grosshandlaren och ägaren till Fåglaviks glasbruk Anders Magnus Andersson, död 1891, och norskan Pauline Rosine Eidem, död 1893. Erling Andersson tog sin mors efternamn. Eidem blev filosofie kandidat vid Göteborgs högskola 1903, teologie kandidat vid Lunds universitet 1907, teologie licentiat 1912 och disputerade för doktorsgraden 1913 på en avhandling med titeln Pauli bildvärld. Bidrag till belysande av apostelns omgivning, uttryckssätt och skaplynne. 1. Athletæ et milites Christi; han promoverades till  teologie doktor 1918 i Lund. Han var docent i nytestamentlig exegetik i Lund 1913–1924 och assistent vid Uppsala universitet 1918–1919. Han var kyrkoherde i Gårdstånga 1924–1928 och innehade professuren i exegetik i Lund från 1926 respektive i Nya Testamentets exegetik i Lund från 1928 till 1932 då han tillträdde som ärkebiskop.
Erling Eidem höll sin avskedsföreläsning som akademisk lärare den 10 maj 1932 i Carolinasalen i gamla biblioteket vid Lundagård. Den 22 maj samma år biskopsvigdes Eidem i Uppsala domkyrka av biskop Olof Bergqvist. Han utsågs 1940 till överhovpredikant.
Eidem gav under 1930-talet uttryck för vad som idag skulle kallas nationalistiska åsikter, men höll också en rågång mot den dåvarande nazityska regimen, i det att han skickade varningar till den evangelisk-lutherska kyrkan i Tyskland angående den förhärjande antisemitismen. År 1934 fick Eidem audiens hos Adolf Hitler och han försökte förmana honom. Han fick inget gehör från Hitlers håll och menade sig efteråt ha sett djävulen i ögonen.
Han var en omtyckt uppbyggelseförfattare, vars bok Den lidande Guden blev en klassiker. Det går även ett stråk av kristen mystik genom det han skriver.
Eidem slutade sitt uppdrag 1950 och blev därmed den förste ärkebiskop sedan reformationen som inte haft ämbetet livet ut.

## Utmärkelser och ledamotskap
Erling Eidem var teologie hedersdoktor vid universiteten i Tübingen 1932, Edinburgh, 1933, Prag 1937, Oxford 1937, Delaware 1938, Sopron 1947, Åbo 1948 samt vid Augustana College, Rock Island USA 1948 samt PhD honoris causa  vid Upsala College East Orange 1948. Han blev hederssenator vid Halle-Wittenbergs universitet 1932. Han var ledamot av Humanistiska vetenskapssamfundet i Lund, Vetenskapssocieteten i Lund, Kungliga Vetenskaps- och Vitterhetssamhället i Göteborg, Kungliga Humanistiska Vetenskapssamfundet i Uppsala och hedersledamot av Nathan Söderblom-sällskapet.
Vid dess grundande 1949 var Eidem en av de kyrkomän som donerade medel till den högkyrkliga S:t Ansgars stiftelse i Uppsala.

### Svenska utmärkelser
- Ledamot och Kommendör av Kungl. Maj:ts Orden (Serafimerorden), 16 juni 1938.[1]
- Konung Gustaf V:s jubileumsminnestecken med anledning av 70-årsdagen, 1928.[2]
- Konung Gustaf V:s jubileumsminnestecken med anledning av 90-årsdagen, 1948.[3]
- Konung Gustav V:s minnestecken, 1951.[3]

### Utländska utmärkelser
- Storkorset av Danska Dannebrogorden, senast 1940.[2]
- Storkorset av Finlands Vita Ros’ orden, senast 1940.[2]
- Innehavare av första klassen av Estniska Örnkorset, senast 1940.[2]

## Familj
Erling Eidem gifte sig 1909 med Elisabeth Eklund, dotter till domprosten och professorn Pehr Eklund. Dottern Astrid (1910–2006) var gift med Sven Joachimsson. Han hade elva syskon, bland andra Magnus Eidem (1866–1930), som var bruksägare på Fåglaviks glasbruk, Pauline (f. 1867 i Göteborg), Rolf (f. 1870 i Göteborg), Hugo (f. 1871 i Göteborg), Astrid (f. 1877 i Göteborg) samt Signe (f. 1878 i Göteborg).
Erling Eidem ligger begravd på Uppsala gamla kyrkogård.

## Kaj Munk
Efter mordet på Kaj Munk den 4 januari 1944 tryckte den danska motståndsrörelsestidningen De frie Danske fördömande reaktioner ifrån inflytelserika skandinaver, inklusive Eidem.